# Chiesa di San Dalmazio Martire
La chiesa di San Dalmazio Martire è un edificio religioso sito a Monticello, frazione di Finale Ligure.

## Descrizione e storia
L'attuale chiesa è il frutto di una ricostruzione in epoca moderna a seguito della distruzione, nel 1934, del vecchio edificio di culto; dell'antico impianto medievale rimangono tracce visibili lungo la base dell'attiguo campanile. In questa chiesa si conservano un affresco del XIV secolo raffigurante l'Ultima Cena e un polittico ritraente san Dalmazio, san Biagio e san Giovanni Battista ai lati, la Madonna col Bambino, santa Lucia e santa Caterina al di sopra; l'opera, restaurata, dovrebbe essere databile al Cinquecento.